# Helmuth Poensgen

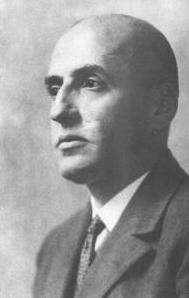
Helmuth Poensgen

Helmuth Poensgen (* 6. April 1887 in Düsseldorf; † 22. März 1945 in Ratingen) war ein deutscher Industrieller.

## Leben und Wirken
Helmuth Poensgen stammte aus der bekannten Düsseldorfer Industriellenfamilie Poensgen ab, die ihren Ursprung im Raum Schleiden/Eifel hat und war der Sohn des Industriellen Reinhard Poensgen (1860–1924) und der Elilie Barthelmeß (1865–1946) sowie Enkel von Julius Poensgen.
Nach dem Abitur 1905 am Städtischen Realgymnasium und Gymnasium an der Klosterstraße in Düsseldorf studierte er Rechts- und Staatswissenschaft in Lausanne, Tübingen und Bonn. Ab 1906 war er Mitglied des Corps Rhenania Tübingen.
Nach dem Ersten juristischen Staatsexamen promovierte er 1910 an der Universität Bonn zum Dr. phil. (Volkswirtschaft). Am Ersten Weltkrieg nahm er als Leutnant der Reserve teil, wurde an der Westfront 1916 und 1917 verwundet und erhielt das EK II und I. Wegen seiner Verwundung wurde er von 1917 in der Hauptverwaltung der Phoenix AG für Bergbau und Hüttenbetrieb in Hörde/Westfalen eingesetzt. Anschließend wechselte er von 1919 bis 1921 als Referent ins Reichswirtschaftsministerium nach Berlin. Von 1921 bis 1923 war er geschäftsführendes Vorstandsmitglied des Vereins Deutscher Seidenwebereien in Krefeld. Im Jahr 1924 kehrte er in die Phoenix AG zurück und wurde 1926 zum Mitglied des Vorstandes ernannt. Im gleichen Jahr schloss sich die Phoenix AG mit der Thyssen-Gruppe, den Rheinischen Stahlwerken, der Gelsenkirchener Bergwerks-AG sowie einer Reihe von weiteren Bergwerksunternehmen zu der Vereinigten Stahlwerke AG zusammen. Dieser aus Eisen-, Stahl- und Bergwerksunternehmen bestehende Montankonzern mit Sitz in Düsseldorf wurde damit zu einem der größten deutschen Unternehmen. Helmuth Poensgen wurde 1926 in den Vorstand der Vereinigte Stahlwerke AG berufen und hielt dieses Amt bis zu seinem Tode im März 1945 inne. Er war zugleich Vorsitzender des Aufsichtsrats des Familienunternehmens Gebr. Poensgen AG, dessen Ursprung auf das 1847 zurückging.
Um 1928 trat er wie sein Vetter Ernst Poensgen und andere Teile der Familie in die Deutschnationale Volkspartei ein. Am 11. Oktober 1931 nahm er an der Tagung der Harzburger Front mit Alfred Hugenberg und Adolf Hitler teil.
Helmuth Poensgen interessierte sich schon früh für die Moderne Kunst und förderte junge Talente und künstlerische Veranstaltungen. Hierbei pflegte er engen Kontakt zu der Düsseldorfer Galeristin Johanna Ey (Mutter Ey), deren Galerie unter dem programmatischen Namen Junge Kunst – Frau Ey zum Mittelpunkt der Künstlergruppe Das Junge Rheinland wurde. Er folgte damit dem Beispiel seiner prominenten Verwandten Ernst Poensgen, Carl Rudolf Poensgen und Gustav Poensgen. An sie erinnern in Düsseldorf die Ernst-Poensgen-Stiftung für Kunst und Wissenschaft und die zu Ehren von Carl-Rudolf-Poensgen 1956 gegründete Carl-Rudolf Poensgen-Stiftung zur Förderung des Unternehmernachwuchses.

## Familie
Helmuth Poensgen war verheiratet mit Ursula von Ditfurth (* 7. September 1898 in Greifswald; † 1945), Tochter des Kgl. Preußischen Generalmajors Bodo Borries von Ditfurth (1852–1915), der von 1901 bis 1910 im Rahmen einer deutschen Militärmission im damaligen Konstantinopel unter dem Sultan Abdülhamid II. im Rang eines osmanischen Generalleutnants („Pascha“) als Inspekteur der türkischen Militärschulen eingesetzt wurde. Seine vier Kinder sind Brigitte (1922–1986), verheiratet mit Thilo von Boehmer (1911–1997), Gisbert (1923–2011), Gerrit (1926–2012) und Helmuth jun. (1927–2011). Helmuth Poensgen starb zusammen mit seiner Frau Ursula durch eine Fliegerbombe am 22. März 1945 im Ratinger „Poensgenpark“.

## Werk (Auswahl)
- Helmuth Poensgen: Die Landesbank der Rheinprovinz, 1910, Leipzig: Duncker & Humblot